# Lake Butler (Union County)
Lake Butler is een plaats (city) in de Amerikaanse staat Florida, en valt bestuurlijk gezien onder Union County.

## Demografie
Bij de volkstelling in 2000 werd het aantal inwoners vastgesteld op 1927.
In 2006 is het aantal inwoners door het United States Census Bureau geschat op 1971, een stijging van 44 (2.3%).

## Geografie
Volgens het United States Census Bureau beslaat de plaats een oppervlakte van
4,8 km², waarvan 4,5 km² land en 0,3 km² water. Lake Butler ligt op ongeveer 41 m boven zeeniveau.

## Plaatsen in de nabije omgeving
De onderstaande figuur toont nabijgelegen plaatsen in een straal van 32 km rond Lake Butler.